# 1309年
| 千纪： | 2千纪 |
| 世纪： | 13世纪 \| 14世纪 \| 15世纪                                                                                 |
| 年代： | 1270年代 \| 1280年代 \| 1290年代 \| 1300年代 \| 1310年代 \| 1320年代 \| 1330年代                           |
| 年份： | 1304年 \| 1305年 \| 1306年 \| 1307年 \| 1308年 \| 1309年 \| 1310年 \| 1311年 \| 1312年 \| 1313年 \| 1314年 |
| 纪年： | 己酉年（鸡年）；元至大二年；越南興隆十七年；日本延慶二年                                                   |

## 大事记
- 元军攻八百媳妇。
- 窩闊台汗國可汗察八兒為察合台汗怯別所敗，逃入元朝境內，領土被察合台汗國和元朝瓜分，成為蒙古四大汗國之中最短國祚的汗國，僅84年。
- 元武宗為擺脫財政危機，印發至大銀鈔，導致至元鈔大為貶值。
- 盧森堡伯爵亨利七世在阿亨被加冕為日耳曼羅馬皇帝。
- 醫院騎士團從拜占庭帝國手中奪取了羅德島及12群島部分島嶼。
- 3月9日——羅馬教宗克勉五世從羅馬梵蒂岡遷到法國亞維儂，在道明會的修道院裏居住，自此以後教皇成為法國國王的人質近70年（1377年結束），亞維農教廷便於此年開始，史稱「亞維儂之囚」。